# Opatovská Nová Ves
Opatovská Nová Ves es un municipio del distrito de Veľký Krtíš en la región de Banská Bystrica, Eslovaquia, con una población estimada a final del año 2024 de 626 habitantes.
Se encuentra ubicado al suroeste de la región, en la cuenca hidrográfica del río Ipoly —un afluente izquierdo del Danubio— y cerca de la frontera con la región de Nitra y con Hungría.

## Demografía
| Año        | 1994 | 2004    | 2014    | 2024     |
| ---------- | ---- | ------- | ------- | -------- |
| Población  | 646  | 634     | 697     | 626      |
| Diferencia |      | −1,85 % | +9,93 % | −10,18 % |

| Año        | 2023 | 2024    |
| ---------- | ---- | ------- |
| Población  | 629  | 626     |
| Diferencia |      | −0,47 % |